# Вајгандсхајн
Вајгандсхајн (њем. Waigandshain) општина је у њемачкој савезној држави Рајна-Палатинат. Једно је од 192 општинска средишта округа Вестервалд. Према процјени из 2010. у општини је живјело 209 становника. Посједује регионалну шифру (AGS) 7143302.

## Географски и демографски подаци
Вајгандсхајн се налази у савезној држави Рајна-Палатинат у округу Вестервалд. Општина се налази на надморској висини од 530 метара. Површина општине износи 4,0 km². У самом мјесту је, према процјени из 2010. године, живјело 209 становника. Просјечна густина становништва износи 52 становника/km².